# Fankofil
Fankofil – trzeci album grupy Blenders, wydany 17 października 1997 roku.
Na płycie znajduje się piętnaście utworów, w tym ich wykonanie piosenki Steviego Wondera „Ain't Gonna Stand For It” z nieco zmienionym tekstem i dwa utwory instrumentalne („1997” i „Mewy”). Płytę promowały teledyski do utworów „Włos to włos”, „Owca” i „Czuję, że ja muszę”.

## Lista utworów
źródło:.
1. „Włos to włos” – 3:19
2. „Zróbmy bank!” – 4:13
3. „Poniedziałek” – 4:14
4. „Czuję, że ja muszę” – 3:36
5. „Owca” – 4:13
6. „Slovas” – 3:28
7. „1997” – 3:23
8. „Banan i drzewo” – 2:57
9. „Disko Najt” – 2:30
10. „Didn't Come Back” – 4:10
11. „Mewy” – 1:59
12. „Junkie” – 3:53
13. „Ain't Gonna Stand For It” – 3:01
14. „Polak” – 3:20
15. „Kowboy” – 4:02

## Muzycy
źródło:.
- Szymon Kobyliński – gitara, śpiew
- Glenn Meyer – śpiew
- Mariusz Noskowiak – perkusja
- Sławomir Urbański – gitara basowa
- Tomasz Urbański – gitara

gościnnie
- Tomasz Bonarowski – instrumenty klawiszowe
- Anna Wierzbicka – śpiew
- Jarosław Ziętek – banjo